# Assemblée nationale (république serbe de Bosnie)
Pour les autres articles nationaux ou selon les autres juridictions, voir Assemblée nationale.
11e législature
Siège de l'Assemblée nationale
L'Assemblée nationale (en serbe en écriture cyrillique : Народна скупштина ; en serbe : Narodna skupština) est l'institution monocamérale exerçant le pouvoir législatif de la république serbe de Bosnie, l'une des deux entités fédératives de la Bosnie-Herzégovine.

## Système électoral
L'Assemblée nationale est composé de 83 sièges pourvus tous les quatre ans au scrutin proportionnel plurinominal. Sur ce total, 62 députés sont élus dans six circonscription électorale plurinominales tandis que les 21 restants, dits de compensation, sont répartis aux différents partis selon leurs résultats au niveau national pour assurer une meilleure proportionnalité.

## Législatures
| Législature | Début            | Fin               | Date d'élection   |
| ----------- | ---------------- | ----------------- | ----------------- |
| Ire         | 24 octobre 1991  | 14 septembre 1996 |                   |
| IIe         | 19 octobre 1996  | 27 décembre 1997  | 4 septembre 1996  |
| IIIe        | 27 décembre 1997 | 19 octobre 1998   | 14 septembre 1997 |
| IVe         | 19 octobre 1998  | 16 décembre 2000  | 13 septembre 1998 |
| Ve          | 16 décembre 2000 | 28 novembre 2002  | 11 septembre 2000 |
| VIe         | 28 novembre 2002 | 30 novembre 2006  | 5 octobre 2002    |
| VIIe        | 30 novembre 2006 | 15 novembre 2010  | 1er octobre 2006  |
| VIIIe       | 14 novembre 2010 | 24 novembre 2014  | 3 octobre 2010    |
| IXe         | 24 novembre 2014 | 19 novembre 2018  | 12 octobre 2014   |
| Xe          | 19 novembre 2018 | 15 novembre 2022  | 7 octobre 2018    |
| XIe         | 15 novembre 2022 | en cours          | 2 octobre 2022    |

## Liste des présidents
| Nom                 | Debut du mandat  | Fin du mandat    | Parti          |
| ------------------- | ---------------- | ---------------- | -------------- |
| Momčilo Krajišnik   | 25 octobre 1991  | mai 1996         | SDS            |
| Dragan Kalinić      | mai 1996         | 4 novembre 1998  | SDS            |
| Petar Đokić         | 4 novembre 1998  | 16 décembre 2000 | SPRS           |
| Dragan Kalinić      | 16 décembre 2000 | 29 juin 2004     | SDS            |
| Ševket Hafizović    | 29 juin 2004     | 20 juillet 2004  | SDA            |
| Dušan Stojicić      | 20 juillet 2004  | 28 février 2006  | SDS            |
| Igor Radojičić      | 28 février 2006  | 24 novembre 2014 | SNSD           |
| Nedeljko Čubrilović | 24 novembre 2014 | 15 novembre 2022 | DNS puis DEMOS |
| Nenad Stevandić     | 15 novembre 2022 | en cours         | US             |